# 奥迪托雷
奥迪托雷（義大利語：Auditore），是意大利佩薩羅和烏爾比諾省的一个已废置的市镇。总面积20.3平方公里，人口1628人，人口密度80.2人/平方公里（2008年）。ISTAT代码为041003。
2019年1月1日该市镇与萨索科尔瓦罗市镇合并为新的萨索科尔瓦罗-奥迪托雷市镇。